# Platynocera murina
Platynocera murina es una especie de insecto coleóptero de la familia Chrysomelidae.
Fue descrita científicamente en 1846 por Blanchard.